# SRF-M37
Sony Walkman SRF-M37 — це портативний AM/FM-радіоприймач, представлений на початку 2000-х компанією Sony.

## Опис
Радіоприймач оснащений LCD-дисплєм і використовує лише одну батарейку типу АА та інтегральну схему Toshiba TA2154AFN з феритовим антенам. У якості підсилювача звуку використовується мікросхема Sanyo LA4535M.
Має вбудований годинник та 6 кнопок для швидкого доступу до збережених станцій.

## Варіанти
- SRF-M37 (з діапазонами AM/FM[2])
- SRF-M37L (з діапазонами FM/MW/LW[3][4])
- SRF-M37V (з діапазонами TV/WB/FM/AM[1][5][6][7])
- SRF-M37W (з діапазонами WB/FM/AM[8][9])